# Градешница (община Новаци)
Вижте пояснителната страница за други значения на Градешница.
Градешница (на македонска литературна норма: Градешница; на гръцки: Γραδέσνιτσα) е село в южната част на Северна Македония, община Новаци.

## География
Селото е разположено в северните склонове на планината Нидже, в областта Мариово. Разположено е на Градешката река, на надморска височина от 800 метра, на 52 km от Битоля.

## История

### Античност и средновековие
На хълм непосредствено западно от Градешница, между селото и Старавина, на 1100 m надморска височина са развалините на крепостта Пеща. Според местната легенда жителите на Градешница се преселили отттам.

### В Османската империя
Селото се слави като родно място на легендарния герой Хитър Пейо. В селото има осем църкви: тробищната „Свети Героги“, „Свети Антоний“, изградена върху стара римска вила, „Свети Никола“, главната селска църква, „Свети Димитър“, на входа на селото от XIV век, „Свети Илия“, манастирска църква, „Свети Атанасий“, малка манастирска църква край селото, „Свето Възнесение Господне“ („Свети Спас“), малък параклис край селото и „Св. св. Безсребреници Козма и Дамян“ („Свети Врачи“), малък недействащ параклис край селото.
| Османски статистики        | Ханета | Неженени | Вдовици | Годишен приход |
| -------------------------- | ------ | -------- | ------- | -------------- |
| Дефтер № 4 от 1476/77 г.   | 100    | 9        | 11      | 12092          |
| Дефтер № 16 от 1481/82 г.  | 109    |          |         |                |
| Дефтер № 73 от 1519 г.     | 147    | 10       | 10      | 8414           |
| Дефтер № 149 от 1528/29 г. | 141    | 20       | 6       | 7848           |
| Дефтер № 232 от 1544/45 г. | 33     | 7        |         | 4070           |

В обобщен списък на джизието на немюсюлманите от селата от вакъфите на починалия султан Сюлейман в казата Пирлепе от 9 ноември 1615 година селото е отбелязано като Градешниче със 108 ханета (домакинства). В списък (иджмал дефтер) на селищата от вакъфа на султан Сюлейман в Морихова от 14 февруари 1628 година в Градешниче са отбелязани 89 ханета.
В XIX век Градешница е от големите села в Прилепска кааза, Мариховска нахия на Османската империя. В „Етнография на вилаетите Адрианопол, Монастир и Салоника“, издадена в Константинопол в 1878 година и отразяваща статистиката на населението от 1873 година, Градешница (Gradeschnitza) е посочено като село с 94 домакинства с 415 жители българи.
Според статистиката на Васил Кънчов („Македония. Етнография и статистика“) от 1900 година Градешница има 1170 жители, от тях 1080 българи християни, 80 власи и 10 цигани.
На Етнографската карта на Битолския вилает на Картографския институт в София от 1901 година Градешница е чисто българско село в Прилепската каза на Битолския санджак със 159 къщи.
В началото на XX век християнското население на селото е гъркоманско под върховенството на Цариградската патриаршия. По данни на секретаря на Българската екзархия Димитър Мишев („La Macédoine et sa Population Chrétienne“) в 1905 година в Градешница има 1200 българи патриаршисти гъркомани.
Според Петър Ацев в началото на XX век в Градешница е запазен голям брой семейни задруги, съставени от по няколко десетки души. Едно от основните занятия на местните жители е производството и търговията с дървесина.
В края на 1902 година в селото е организиран комитет на ВМОРО. По-късно Градешница е едно от упоритите гъркомански села, осигуряващо стабилна база на гръцките андарти в Битолско. Според Христо Силянов Гредешница е „измежду най-невежествените и най-първобитни“ села в региона. Той пише:
| „ | Най-много се застрастиха, до озвѣряване, въ братоубийствената борба, гъркоманитѣ въ Градешница: приютяваха непрестанно андартски чети и ги придружаваха въ вандалскитѣ имъ походи. | “ |

При избухването на Балканската война в 1912 година един човек от Градешница е доброволец в Македоно-одринското опълчение. След Междусъюзническата война в 1913 година селото остава в Сърбия.
Според Георги Трайчев Градешница има 165 къщи с 1170 жители българи гъркомани.
В двора на старата църква в селото е погребан синът на знаменития художник Иван Мърквичка, загинал в битката при Каймакчалан в края на септември 1916 г.

### Преброявания в Югославия и Северна Македония[1]
| Националност     | 1948 | 1953 | 1961 | 1971 | 1981 | 1991 | 1994 | 2002 |
| ---------------- | ---- | ---- | ---- | ---- | ---- | ---- | ---- | ---- |
| Общо             | 1013 | 1085 | 1019 | 770  | 687  | 157  | 115  | 89   |
| северномакедонци |      | 1085 | 1016 | 770  | 679  | 157  | 115  | 89   |
| албанци          |      | 0    | 0    | 0    | 0    | 0    | 0    | 0    |
| турци            |      | 0    | 0    | 0    | 0    | 0    | 0    | 0    |
| роми             |      | 0    | 0    | 0    | 0    | 0    | 0    | 0    |
| власи            |      | 0    | 0    | 0    | 0    | 0    | 0    | 0    |
| сърби            |      | 0    | 2    | 0    | 0    | 0    | 0    | 0    |
| бошняци          |      | 0    | 0    | 0    | 0    | 0    | 0    | 0    |
| други            |      | 0    | 1    | 0    | 8    | 0    | 0    | 0    |

Според преброяването от 2002 година в селото има 89 жители.
| Националност     | Всичко |
| северномакедонци | 89     |
| албанци          | 0      |
| турци            | 0      |
| роми             | 0      |
| власи            | 0      |
| сърби            | 0      |
| бошняци          | 0      |
| други            | 0      |

## Личности
Родени в Градешница
- Ставрос Налис, гръцки лекар и андарт, гъркоманин
- Траянос Налис, гръцки политик, гъркоманин

Починали в Градешница
- Асен Йосифов Ангелов, български военен деец, подпоручик, загинал през Първата световна война[18]
- Васил Асенов Иванов, български военен деец, подпоручик, загинал през Първата световна война[19]
- Иван Мърквичка (младши), български военен деец, подпоручик, загинал през Първата световна война
- Иван Юрданов Попов, български военен деец, подпоручик, загинал през Първата световна война[20]
- Панчо Лазаров, български военен деец, подпоручик, загинал през Първата световна война[21]
- Роман Стоянов Хаджигенов, български военен деец, подпоручик, загинал през Първата световна война[22]